# Герберт Енгель
Герберт Енгель (нім. Herbert Engel; 29 червня 1912, Гамбург — 4 січня 1991) — німецький офіцер, капітан-лейтенант крігсмаріне. Кавалер Німецького хреста в золоті.

## Біографія
В липні 1939 року вступив на флот. В квітні-грудні 1940 року — старший штурман підводного човна U-48. З 27 лютого 1941 по березень 1942 року — вахтовий офіцер U-559. З 26 серпня 1942 по 9 грудня 1943 року — командир U-666, на якому здійснив 3 походи (разом 157 днів у морі). З грудня 1943 року служив в штабі 6-ї флотилії. З серпня 1944 року — командир U-228, на якому здійснив 1 похід (40 днів у морі). 4 жовтня 1944 року U-228 зазнав важких пошкоджень внаслідок авіанальоту британської бомбардувальної авіації на Берген і був списаний, а Енгель призначений офіцером-випробувачем в штаб командувача підводним флотом. З лютого по 8 травня 1945 року — офіцер з підготовки в 26-й флотилії.
Всього за час бойових дій потопив 1 корабель водотоннажністю 5234 тонни і пошкодив 1 корабель водотоннажністю 1370 тонн.
| Дата            | Назва корабля        | Тип               | Тоннаж | Вантаж  | Екіпаж | Загинули | Країнка            | Конвой |
| --------------- | -------------------- | ----------------- | ------ | ------- | ------ | -------- | ------------------ | ------ |
| 19 березня 1943 | Carras (пошкоджений) | Торговий пароплав | 5,234  | Пшениця | 34     | 0        | Королівство Греція | SC-122 |
| 23 вересня 1943 | HMS Itchen (K227)    | Фрегат            | 1,370  |         | 233    | 230      | Британська імперія | ON-202 |

## Звання
- Оберлейтенант-цур-зее (1 лютого 1943)
- Капітан-лейтенант (1 листопада 1943)

## Нагороди
- Залізний хрест
  - 2-го класу (3 липня 1940)
  - 1-го класу (3 вересня 1940)
- Нагрудний знак підводника (8 вересня 1940)
- Німецький хрест в золоті (9 листопада 1943)
- Фронтова планка підводника в бронзі (18 жовтня 1944)